# Frisson post-partum
Le frisson post-partum est une réponse physiologique qui peut se produire dans les deux heures suivant l'accouchement.  

## Incidence et origine
En fonction des sources, on peut lire que 22% à 44% des femmes ressentent ce phénomène,. Un lien a été fait avec la température de la salle d'accouchement, les cas de frissons apparaissant dans un échantillon de 50 personnes étant liés à une température moyenne plus faible pouvant faire penser à un lien de causalité. L'origine exacte en est encore inconnue malgré des hypothèses : le résultat d'une réponse du système nerveux après l'accouchement survenant de façon différée par la perte de volume sanguin et de décharge d'adrénaline a été envisagé. Il est considéré comme une réaction normale de l'organisme lorsqu'il ne s'accompagne pas d'une montée de fièvre. Si en revanche il est bel et bien accompagné d'une fièvre, d'autres examens peuvent révéler la présence d'une infection.

## Cas d'une infection post-partum
Les frissons post-partum peuvent aussi faire partie des symptômes d'une infection post-partum, au même titre que des douleurs abdominales, pelviennes, ou que de l'apparition de fièvre dans les 3 jours suivants l'accouchement. 